# Kheli Dube
Mkhokheli "Kheli" Dube (ur. 6 sierpnia 1983 w Bulawayo) – zimbabwejski piłkarz występujący najczęściej na pozycji napastnika, zawodnik FC Platinum.

## Życiorys

### Początki
Dube jako junior występował w Zimbabwe Saints F.C., klubie ze swojego rodzinnego miasta Bulawayo. Przez rok w barwach Highlanders FC grał również w najwyższej lidze zimbabwejskiej Zimbabwe Premier Soccer League.
Po wyjeździe do USA uczęszczał do Lindsey Wilson College i występował w uniwersyteckim zespole Lindsey Wilson Blue Raiders. Przez rok w 50 meczach zdobył 36 bramek i zaliczył 13 asyst. Następnie przeniósł się do Coastal Carolina University, tam z kolei (nawet mimo ponad miesięcznej kontuzji kolana) w 26 spotkaniach strzelił 16 goli i zanotował 12 asyst.
Kheli Dube grał również w USL Premier Development League w dwóch zespołach: Michigan Bucks i Delaware Dynasty. Z pierwszym z wymienionych klubów wywalczył nawet tytuł mistrzowski.

### Kariera klubowa
W wieku 25 lat Zimbabwejczyk za pośrednictwem MLS SuperDraft 2008 dostał się do pierwszoligowej drużyny New England Revolution. Zadebiutował w niej 29 marca 2008 w spotkaniu z Houston Dynamo (3:0), kiedy to w 81 minucie zmienił Kenny'ego Mansally. Dube początkowo nie odgrywał dużej roli w zespole Revs; szansą na regularne występy w pierwszym składzie była kontuzja lidera drużyny Taylora Twellmana.
Swojego pierwszego gola w MLS zdobył 17 maja 2008, a w kolejnych miesiącach dołożył jeszcze kilka trafień, w tym zwycięską bramkę w meczu SuperLigi przeciwko Santos Lagunie.
W 2008 roku zajął drugie miejsce w nagrodzie MLS Rookie of the Year, zaraz po obrońcy Los Angeles Galaxy Seanie Franklinie.
Następnie był zawodnikiem klubów: Chicago Fire, AmaZulu FC i Chicken Inn FC
2 sierpnia 2017 podpisał kontrakt z FC Platinum.  

### Kariera reprezentacyjna
Mkhokheli Dube reprezentował barwy młodzieżówek: U-20 i U-23.

## Osiągnięcia

### Klubowe
Michigan Bucks
- Mistrz USL Premier Development League: 2006

New England Revolution
- Zwycięzca SuperLigi: 2008